# آرشي بن
آرشي بن هو موظف مدني وسياسي أسترالي، ولد في 20 يناير 1897 في Branxholme, Victoria ‏ في أستراليا، وتوفي في 3 أبريل 1980 في أرمادايل ‏ في أستراليا. نشط حزبياً في حزب العمال الأسترالي. وقد انتخب عضو مجلس الشيوخ الأسترالي ‏ عن دائرة كوينزلاند ‏ (1 يوليو 1950 – 30 يونيو 1968).